# Simmesport
Simmesport é uma cidade  localizada no estado americano de Luisiana, na Paróquia de Avoyelles.

## Demografia
Segundo o censo americano de 2000, a sua população era de 2239 habitantes.
Em 2006, foi estimada uma população de 2235, um decréscimo de 4 (-0.2%).

## Geografia
De acordo com o United States Census Bureau tem uma área de
6,1 km², dos quais 5,6 km² cobertos por terra e 0,5 km² cobertos por água. Simmesport localiza-se a aproximadamente 14 m acima do nível do mar.

## Localidades na vizinhança
O diagrama seguinte representa as localidades num raio de 32 km ao redor de Simmesport.